# 資金洗浄
資金洗浄（しきんせんじょう、英: money laundering、マネー・ロンダリング）とは、規制薬物取引、盗品などの贓物（ぞうぶつ）取引、身代金、詐欺、違法賭博、脱税、粉飾決算、裏金、偽札などの犯罪行為によって得た現金（汚い資金）から、出所を消し（汚れを洗い流し）、正当な手段で得た資金と見せかける（綺麗に見せかける）ことである。捜査機関や司法機関による口座凍結、差押、摘発、徴税等を逃れる目的で行う。犯罪資金を資金洗浄せずに使用した事が切っ掛けで、犯罪者が検挙されることがある。
「（対象物が汚れているから洗うように）不正に得た資金の汚れを消したように見せかける」ことが資金洗浄の定義とされ、実際には「違法な起源を偽装する目的で」行われるものであり、「資金偽装」等とも言い換えることが可能な不正行為である。
アル・カポネやマイヤー・ランスキーが（三段階の）資金洗浄の仕組みを確立させた。段階は順に、預入、分別、統合である。分別は電子送金を含む。2009年に国連薬物犯罪事務所が報告した数値によると、犯罪収益は全世界国内総生産の3.6％を占め、2.7％（1.6兆USドル）が資金洗浄されている。世界金融危機で流動資産を必要とした金融機関に、犯罪収益が資金洗浄のため供給された。

## 預入・分別・統合
資金洗浄では、金融機関の架空口座等を利用し転々と送金を繰り返したり、債券や株式を購入したり、古典的な方法としては大口寄付をしたり、海外送金し架空ビジネスに利益計上させて国内に戻したり、合法的な財産と混和させるなどの方法が採られる。銀行口座または投資信託で分散投資をするのが預入である。それをたとえばオフショア市場で繰り延べすれば分別となる。架空事業への計上や合法資産との混和については統合に該当する。
預入・分別・統合は、資金洗浄の典型的手段である。実施が左から順に行われるとする文献は存在するが、通常は別々にあるいは同時に進める。預入とは、犯罪行為から得られた一定の現金を、金融システムあるいは合法的な商業サービスへと物理的に預け入れることを指す。分別は、現金の出所を、幾つかの金融機関との取引を通すことによって、犯罪活動という大元から分離することを指す。当然に、取引は預入された口座で実施される。統合は、違法行為によって得られた資金と合法的に得られた資金を統合し、所有権について合法的な根拠を持たせることを指す。
なお、資金洗浄は必ずしも金融機関を利用しない。他にも送金の手段と宛ては多いからである。ネット決済サービスを使い、さらに合法的な商取引を媒介することによって送金を達成する計画は「托卵法」と呼ばれている。

## 注目された実例
資金洗浄の実例を通史概観した資料は入手困難である。ナチスドイツは第二次世界大戦の間に占領地で金塊を略奪した（Nazi Gold）。その100トン近くがスイス銀行で資金洗浄されたといわれている。
規制の黎明期である1980年代の摘発例は、しばしば実行者の個人名で記録が残っている。これを防げなかった金融機関は一部のケースで名指しをされているが、事件記録では特に追及されていない。そのかわり、たとえばスイス議会で問題となり、法律を整備する根拠となった。フェルディナンド・マルコス元フィリピン大統領は、資金洗浄にスイス銀行を利用して世界史に名前を刻んだ。一方、アメリカ両大陸ではラテンアメリカの債務危機で巨額の資産が目まぐるしく移動していた。このような舞台でイサーク・カッタン（Isaac Kattan）などが南米の麻薬マネーを「洗濯」した。オーストラリアのニューガン・ハンド・バンク（Nugan Hand Bank）は、中央情報局と関係しタークス・カイコス諸島で資金洗浄をしていた。
例外として金融機関が焦点化したのは、中東のオイルマネーが支配するカプコン（Capcom）とイギリスのBCCI（国際商業信用銀行）が麻薬マネーを資金洗浄した容疑である。証券化の急進地であるシカゴと、ビッグバンを推進するシティ・オブ・ロンドンの不名誉な接点が浮き出た。BCCIは1990年に1130万ポンドの制裁を受けたが、BCCIに対する調査は翌1991年になってイングランド銀行の命令でプライスウォーターハウスが行い、数年間にわたる広範な金融犯罪の証拠を報告した。BCCIは、1991年に倒産したが、BCCIが行った200億ドルにのぼる資金洗浄の総額は、2018年にダンスケ銀行の2000億ユーロに及ぶ資金洗浄疑惑が浮上するまで最高額となっていた。
1990年代には資金洗浄の実行者と金融機関の関係が不可分とみられるような事件が起きた。まず、リッグス銀行（旧第二合衆国銀行）はチリのアウグスト・ピノチェトを得意先としていたが、その関係を隠すために不動産取引を利用していたので、銀行秘書法により制裁金を課された。2005年1月に同行は1600万ドルを命令されている。スペインでも800万ドルの和解金を払うことになった。バンダル・ビン・スルターンがBAEシステムズから受けた賄賂を同行で資金洗浄したことなども追及された。そして、バンク・オブ・ニューヨークはエドモンド・サフラのリパブリック銀行が違法取引をしている容疑で1999年に捜査をうけ、資金洗浄の痕跡を発見された。事件は合衆国上院の委員会（Permanent Subcommittee on Investigations）で305ページという分厚い報告書にまとめられた（Correspondent Banking: A Gateway to Money Laundering）。
1990年代には移民による送金が資金洗浄の手段に使われ、バラカートが規制の果てに営業を停止した。

## 国際規制年表
- 1986年10月27日 - アメリカ合衆国連邦法としてマネロン規制法（Money Laundering Control Act）が発効した。それまでは銀行秘書法（Bank Secrecy Act）でしか資金洗浄は規制されていなかった[31]。1960年代から麻薬価格の上昇と機関化現象の進行にともなって、資金洗浄は旨みを増し手口を複雑化させていた。
- 1988年12月 - 「麻薬及び向精神薬の不正取引の防止に関する国際連合条約」（ウィーン条約）（麻薬新条約）採択。
- 1989年07月 - アルシュ・サミット開催（フランス）。金融活動作業部会（FATF）設立[7]。
- 1990年04月 - FATF、資金洗浄対策に関する「40の勧告」提言（1996年に改訂）[7]。
- 1990年08月01日 - スイス刑法305条の2「資金の洗浄」および同条の3「金融業における注意の欠如」が施行された[32]。
- 1992年07月 - 麻薬特例法に各種マネロン対策規定が盛り込まれた[33]。
- 1995年06月 - ハリファクス・サミット開催（カナダ）。薬物犯罪以外の重大犯罪に関する資金洗浄対策についても討議。
- 1996年06月 - FATF「40の勧告」改訂[7]　マネー・ローンダリング対策を、薬物犯罪からそれ以外の重大犯罪に拡大した。
- 1998年05月- バーミンガム・サミット開催（イギリス）。先進国間で、資金洗浄情報分析機関（FIU[注釈 9]）の設置に合意[33]。
- 2000年02月 - 日本政府が、金融監督庁（現在の金融庁）のもとに「特定金融情報室」を設置。
- 2000年06月 - FATF、資金洗浄対策に非協力的な15カ国・地域（Non-Cooperative Countries and Territories, 一覧）を公表。
- 2000年11月 - 国際的な組織犯罪の防止に関する国際連合条約（TOC条約、パレルモ条約）
- 2001年10月 - 9.11米国同時多発テロを契機に[注釈 10]、テロリズムに対する資金供与の防止に関する国際条約　FATF臨時総会、テロ資金供与に関する「8つの特別勧告」[7]
- 2002年12月 - 8000万ドル超の麻薬マネーがマン島などの生命保険に使われた事実が報道される[34]。
- 2003年06月 - FATF「40の勧告」改訂　非金融業者（不動産･貴金属・宝石等取扱業者等）、職業的専門家（法律家・会計士等）に対して、疑わしい報告義務を課す[7]。秋から合衆国で政界を巻き込み生保・投信スキャンダル。
- 2005年12月 - ABNアムロ銀行に8000万ドルの制裁金、マネロン防止規制違反[35]。同行取引先にバンク・オブ・ニューヨークとリパブリック銀行[36]。ファースト・マーチャント（First Merchant Bank）が調査の切り口に[17]。
- 2006年10月 - FATF、資金洗浄対策に非協力的で、特別の注意を払うべき国や地域は、無くなったと発表した[37]。
- 2007年04月 - 犯罪収益移転防止法の一部施行を受け、FIUが金融庁から国家公安委員会へ移管。
- 2007年08月 - アメリカン・エキスプレスに制裁金6500万ドル、子会社の銀行（AEBI）がマネロン防止規制違反[38][17]。

## マネロン危機
年表につづく世界金融危機は、シャドー・バンキング危機であると同時にマネロン危機でもあった。年金の目減り、公的資金の注入、労働市場の悪化、（合併による）顧客情報の集約、それら一切のグローバル化。不条理は金融の意義を問う契機となった。2009年5月に『バチカン株式会社（Vaticano S. p. A.）』が出版され、宗教事業協会の資金洗浄に関する証拠書類を暴露した。この書籍は年表以前の状況にも言及し、多くの人々を啓蒙した。2010年、ワコビアの2925億ポンドともいわれる資金洗浄が摘発された。この2010年には、年金と生命保険を通じた資金洗浄をテーマとする報告書も発表された。
『マネーロンダリングの代理人 暴かれた巨大決済会社の暗部（徳間書店 2002年、原題Révélation$）』の著者ドゥニ・ロベール（Denis Robert）は、資金洗浄に対する国際証券集中保管機関の脆弱性を世に知らしめ、クリアストリームおよび関係金融機関から名誉毀損で幾重にも訴えられていたが、2011年2月3日を最後に全てを退け、フランスのジャーナリズムを鼓舞した。クリアストリームとの紛争において、裁判所はクリアストリームに56000ユーロを超える被告側の訴訟費用を負担させた。
2012年は老舗に災難がふりかかった。スタンダードチャータード銀行がマネロン規制に反してイラン政府を助けたのを、ニューヨーク州金融サービス局（New York State Department of Financial Services）が同年8月にとがめた。2014年に同局は制裁金3億ドルを命令した。もう一つの事件は国際為替指標と関わって世界から非難を浴びた。HSBCはLIBORの不正操作と資金洗浄を並行して捜査されて、後者においては制裁金12億ポンドを命令された。
2013年5月28日、米ネット決済サービスリバティー・リザーブが起訴された事件が報道され、犯罪者が同サービスを利用して60億ドルを資金洗浄したことも付け加えられた。6月、三菱UFJ銀行がニューヨーク州のマネロン規制違反で2.5億ドルを支払うことに合意した。8月から米司法省が本腰を入れて銀行群を捜査するようになった。同年8月にはジェームズ・ジョセフ・バルジャーが資金洗浄をふくむ罪で起訴され、11月に終身刑を言い渡された。もはやボストンは金融の聖域といえなくなった。
2014年1月、ビットコイン財団の副会長チャーリー・シレム（Charlie Shrem）が資金洗浄容疑により逮捕された。
2015年1月、オッペンハイマー・ホールディングスがマネロン規制違反で2000万ドルの制裁金を科された。同年3月、コメルツ銀行がマネロン規制違反でアメリカ当局から制裁金14.5億ドル請求、2013年に元行員（Chan Ming Fon）がオリンパス事件に関与した事実を認めており、それから同行に対する調査は加速した。同3月、アンドラの銀行（Banca Privada d'Andorra）もロシア、中国、ベネズエラの犯罪者が資金洗浄のため利用している容疑をアメリカ当局からかけられていた。同年5月から取りざたされたFIFA汚職事件ではスイス当局が、資金洗浄の可能性がある53事件と、スイス銀行口座の不審な取引104件を調べ、重大不正捜査局も捜査に参加した。6月、ロシアの顧客が資金洗浄にドイツ銀行を利用した容疑で進められている調査が総額を60億ドルと見積もった。7月2日、1マレーシア・デベロップメント・ブルハド（1MDB）からナジブ・ラザク・マレーシア首相の個人口座へ7億ドルほどが振り込まれた公文書記録が報じられた。この事件は欧州を巻き込む国際捜査に発展し、パナマ文書とも関与してマネロン規制違反が追及されるきっかけとなった。10月、ホンジュラスの経済を支配するコンチネンタル銀行（Banco Continental）が同国当局の管理するところとなり、アメリカ当局が預金されている麻薬マネーを追及した後に、ホンジュラス当局が清算を指揮することになった。11月、ABNアムロ銀行ドバイ支店がマネロン規制違反で罰金64万ドルを科されていたことが報じられた。
2016年5月、麻薬王ニゲル・ウェイキッド（Nidal Waked）とその父親（Abdul）がコロンビアで逮捕された。彼らが凍結された資産の預け先に、パナマのバルボア銀行（Balboa Bank and Trust）があった。7月、HSBCはジョージ・オズボーンの仲介で資金洗浄をめぐる刑事訴追を免れることになった。この対価は巨額の和解金と営業制限であった。
2017年5月、シティグループがバナメックスがらみの資金洗浄で9740万ドルの和解金を積んだ。７月、ソシエテ・ジェネラルがマネロン規制違反で500万ユーロの罰金を科された。12月、1MDBの捜査線上でJPモルガン・チェースのスイス支店がマネロン規制に対して重大な違反をしていたことが明らかとなった。
2018年2月、ラボバンクが資金洗浄を許したかどで、銀行秘書法違反により3.6億ドル超を支払うことになった。6月、オーストラリア・コモンウェルス銀行がマネロン規制違反で7億ドルを支払うことに合意した。9月、INGグループがマネロン規制違反で9億ドルの罰金を科された。10月、ダンスケ銀行が資金洗浄をめぐりアメリカ当局の調査を受け入れ、キャピタル・ワンがマネロン規制違反で1億ドル超の罰金を科された。

## 日本の資金洗浄

### FATFによるチェック
1989年のアルシュ・サミットの合意により設置された金融活動作業部会（FATF）は、日本の資金洗浄対策について厳しい指摘を投げかけ続けている。2008年に行われた第3次審査では、取引相手の法人を誰が実質的に支配しているかを十分確認できていないなど49項目中25項目が要改善という厳しい内容となったほか、2014年の定期会合でも、日本の資金洗浄対策に不備があることが指摘されている。
こうした状況を踏まえ、「新40の勧告」（第4次勧告）に基づいた勧告の遵守状況に関する審査が行われる、2019年の第四次対日相互審査実施前に金融庁では、「マネー・ローンダリング及びテロ資金供与対策に関するガイドライン」を制定し、金融機関等にリスクベース・アプローチ（RBA）に基づく態勢整備を促すとともに、その実施状況の観察を行うなどの対応を推進している。

### 日本での規制
規制薬物取引に関する資金洗浄行為は「麻薬特例法」（平成3年法律第94号）、その他の資金洗浄行為および組織的な資金洗浄行為（不法資金による会社乗っ取り行為など）は、「組織的犯罪処罰法」（平成11年法律第136号）により、それぞれ禁止されている。
2004年には、シティグループ傘下のシティバンク、エヌ・エイ在日支店のプライベートバンキング部門において、融資と債権の違法な抱き合わせ販売や株価操作のための資金提供、組織犯罪関係者の資金洗浄の手助けや匿名口座と知りながら大口顧客の口座開設などを行った不祥事が金融庁に摘発され、拠点の認可取り消しなど、金融庁の厳しい行政処分が行われたと同時に同部門の閉鎖、全面撤退が行われた（シティバンク、エヌ・エイ在日支店に対する行政処分について）。
そこで、2007年1月4日から本人確認法施行令等が一部改正され、現金でのATM振り込み限度額が一回につき10万円に引き下げられ、10万円を超える現金での振込みを行う際には、銀行窓口にて身分証明書を提示することが義務付けられた。
また、2003年に改訂されたFATF「40の勧告」を日本国内において実施することを目的として、2007年4月1日、犯罪収益移転防止法が一部施行された。これにより、従来金融庁に設置されていたFIU（特定金融情報室）が国家公安委員会（警察庁刑事局組織犯罪対策部犯罪収益移転防止管理官）に移管された。
2007年9月、山口組旧五菱会系の闇金融グループによる資金洗浄で、不正な海外送金を幇助したという容疑者（クレディ・スイス香港支店の元行員）の無罪が確定。犯罪収益の認識を欠いて構成要件に該当しなかったという。

2002年に学校法人帝京大学が、7年間で150億円の裏口入学のための入学前寄付金を集め、そのうちの65億円をグループ内の法人に所得隠ししていた事件がある。これは、巨額の金を手渡しで受け取り銀行へ「預入」、その金を50もの財団等を回して「分別」、さらに財団の福利厚生事業資金と「統合」して洗浄するなど、典型的な資金洗浄の手口を使った日本の大学史上最大級の裏口入学事件とされている。